# Complétion d'une mesure
En mathématiques, une mesure μ est dite complète lorsque tout ensemble négligeable pour cette mesure appartient à la tribu sur laquelle μ est définie.
Lorsqu'une mesure n'est pas complète, il existe un procédé assez simple de complétion de la mesure, c'est-à-dire de construction d'une mesure complète apparentée de très près à la mesure initiale. Ainsi la mesure de Lebesgue (considérée comme mesure sur la tribu de Lebesgue) est la complétion de la mesure dite parfois « mesure de Borel-Lebesgue », c'est-à-dire sa restriction à la tribu borélienne.
Le procédé utilisé par Lebesgue pour construire la mesure à laquelle on a donné son nom, à savoir l'utilisation judicieuse d'une mesure extérieure, peut être appliqué à une mesure σ-finie abstraite et fournit une autre méthode de production de sa complétion.

## Mesure complète
Définition — Soit {\displaystyle \ (X,{\mathcal {A}},\mu )} un espace mesuré, on dit que μ est une mesure complète lorsque tout ensemble négligeable pour μ appartient à la tribu {\displaystyle {\mathcal {A}}}.
Dit plus formellement, μ est complète lorsque :

## Complétion d'une mesure

### Définition de la mesure complétée
Pour {\displaystyle \ (X,{\mathcal {A}},\mu )} un espace mesuré, on note
où {\displaystyle \bigtriangleup } désigne la différence symétrique.
Comme le rappelle la notation, cette extension de la tribu {\displaystyle {\mathcal {A}}} dépend de {\displaystyle \mu }. Une partie n'est en effet négligeable que par rapport à une mesure donnée.
Théorème — Soit {\displaystyle \ (X,{\mathcal {A}},\mu )} un espace mesuré, et {\displaystyle {\mathcal {A}}_{\mu }'} l'extension de {\displaystyle {\mathcal {A}}} décrite ci-dessus. Alors :
- {\displaystyle {\mathcal {A}}_{\mu }'} est une tribu sur {\displaystyle X} ;
- si l'on pose {\displaystyle \mu '(A\bigtriangleup N)=\mu (A)} pour {\displaystyle A\in {\mathcal {A}}} et {\displaystyle N} négligeable, ceci constitue une définition cohérente et l'on a ainsi construit une mesure sur l'espace mesurable {\displaystyle (X,{\mathcal {A}}_{\mu }')} ;
- cette mesure {\displaystyle \mu '} est une mesure complète prolongeant {\displaystyle \mu } ;
- {\displaystyle \mu '} est minimale au sens suivant : toute mesure complète prolongeant {\displaystyle \mu } prolonge aussi {\displaystyle \mu '}[3].

La mesure {\displaystyle \mu '} construite ci-avant est appelée la mesure complétée de {\displaystyle \mu }, la tribu {\displaystyle {\mathcal {A}}_{\mu }'} étant appelée la tribu complétée de {\displaystyle {\mathcal {A}}} relativement à {\displaystyle \mu }.

### Exemples: mesure de Lebesgue et complétion
- Sur {\displaystyle \mathbb {R} ^{n}}, la tribu de Lebesgue est la complétée de la tribu borélienne pour la mesure de Lebesgue (restreinte aux boréliens). Selon le point de vue adopté, ce peut être la définition de la tribu de Lebesgue[4] ou un théorème à la preuve moyennement consistante[réf. nécessaire][5] ; dans cette deuxième hypothèse, la définition de la mesure de Lebesgue a reposé sur une construction de mesure extérieure et les idées de la preuve sont grosso modo les mêmes que celles utilisées pour prouver le théorème plus général figurant ci-dessous à la section « Mesure complétée et mesure extérieure ».
- Notons {\displaystyle \lambda } la mesure de Lebesgue sur {\displaystyle \mathbb {R} }, définie sur la tribu de Lebesgue. Si on travaille dans une théorie des ensembles garantissant l'existence d'ensembles non mesurables au sens de Lebesgue (typiquement avec l'axiome du choix), le produit {\displaystyle \lambda \otimes \lambda } n'est pas une mesure complète. En effet si A est un ensemble non mesurable, A×{0} n'appartient pas à la tribu produit alors pourtant qu'il est négligeable pour la mesure produit. La mesure de Lebesgue sur {\displaystyle \mathbb {R} ^{2}} n'est ainsi pas égale à {\displaystyle \lambda \otimes \lambda } mais en est seulement la complétée[6].

### Propriétés de la mesure complétée

#### Variantes dans les définitions
Les variantes suivantes sont faciles à prouver, voire évidentes pour certaines :
Variante dans la définition de la tribu complétée.
Avec les notations de la section précédente, les éléments de la tribu complétée sont caractérisés par :{\displaystyle B\in {\mathcal {A}}_{\mu }'\iff \exists A_{1},A_{2}\in {\mathcal {A}}\quad (A_{1}\subset B\subset A_{2}\ {\hbox{et}}\ \mu (A_{2}\setminus A_{1})=0)}.
Variante dans la définition de la mesure complétée.
Toujours avec les mêmes notations on peut écrire, pour B dans la tribu complétée :{\displaystyle \mu '(B)=\sup _{{A\in {\mathcal {A}}} \atop {A\subset B}}\mu (A).}

#### Permanence des classes de fonctions mesurables
Le résultat ci-dessous montre que, bien qu'il y ait évidemment davantage de fonctions mesurables à valeurs réelles au départ de {\displaystyle (X,{\mathcal {A}}_{\mu }')} qu'au départ de {\displaystyle (X,{\mathcal {A}})}, les classes d'équivalence pour l'égalité presque partout (et donc les espaces Lp) sont les mêmes.
Proposition — Soit {\displaystyle (X,{\mathcal {A}},\mu )} un espace mesuré dont on note {\displaystyle (X,{\mathcal {A}}_{\mu }',\mu ')} le complété. Pour toute fonction f à valeurs réelles mesurable au départ de {\displaystyle (X,{\mathcal {A}}_{\mu }')}, il existe une fonction {\displaystyle {\tilde {f}}} qui lui soit presque partout égale et qui soit mesurable au départ de {\displaystyle (X,{\mathcal {A}})}.
Si f est à valeur positives ou nulles, on peut construire {\displaystyle {\tilde {f}}} vérifiant :

### Mesure complétée et mesure extérieure
Étant donné un espace mesuré {\displaystyle \ (X,{\mathcal {A}},\mu )}, on peut définir sur {\displaystyle {\mathcal {P}}(X)} une mesure extérieure μ* par la formule :
On définit ensuite les ensembles mesurables pour μ* comme les parties B de X qui vérifient la propriété :
On note alors {\displaystyle {\mathcal {M}}(\mu ^{*})} l'ensemble des parties mesurables pour μ*. Il s'avère que {\displaystyle {\mathcal {M}}(\mu ^{*})} est une tribu qui étend {\displaystyle {\mathcal {A}}}, et que la restriction de μ* à cette tribu est une mesure, qui prolonge μ.
Ces notations et rappels étant posés, on peut énoncer le théorème suivant :
Théorème — Avec les notations qui précèdent, la restriction de μ* à {\displaystyle {\mathcal {M}}(\mu ^{*})} est une mesure complète. Si la mesure μ est σ-finie, cette mesure complète coïncide avec la complétion de μ.
La preuve repose sur le lemme facile suivant :
Lemme — Avec les notations qui précèdent, pour tout ensemble μ*-mesurable B, il existe un {\displaystyle A\in {\mathcal {A}}} contenant B et pour lequel
La partie A est appelée une couverture mesurable de B.
Lorsque μ n'est pas σ-finie, la tribu {\displaystyle {\mathcal {M}}(\mu ^{*})} peut être plus étendue que la tribu complétée. Ainsi pour un ensemble X ayant au moins deux éléments, si l'on considère {\displaystyle {\mathcal {A}}=\{\varnothing ,X\}} et μ la mesure sur cette tribu valant +∞ sur X, la mesure μ est déjà complète alors que l'extension par mesure extérieure est une extension à {\displaystyle {\mathcal {P}}(X)} tout entier.